# 누랄라오
누랄라오(Nurallao), 사르데냐어로는 누라다는 이탈리아의 사르데냐 주에 있는 코무네(지방 자치체)로, 칼리아리에서 북쪽으로 약 60 킬로미터 (37 mi) 떨어져 있다.
누랄라오는 다음 지방 자치체들과 경계를 이룬다: 이실리, 라코니, 누라구스.

## "아이오다의 거인의 무덤"
아이오다 유적지는 누라기 문명 시대의 거석 "거인의 무덤"으로 유명하다.